# Mornans
Mornans é uma comuna francesa na região administrativa de Auvérnia-Ródano-Alpes, no departamento de Drôme. Estende-se por uma área de 11,72 km². Em 2010 a comuna tinha 73 habitantes (densidade: 6,2 hab./km²).